# マイケル・ジャクソン (ライター)
マイケル・ジャクソン（Michael Jackson、1942年3月27日 - 2007年8月30日）は、イギリス人のライター。ビールとウイスキーを得意とし、それらに関する著書を多く記している。
世界的なビール評論家であり、ベルギービールを広く世界に紹介したことで知られる。2007年8月30日午前、ロンドンの自宅にて心臓発作で死亡。65歳。

## ビアハンター
マイケル・ジャクソンは、「The Beer Hunter」の称号を持つ男として知られていた。彼は、『レイト・ナイト・ウィズ・コナン・オブライエン』にも出演した。
著作などを通じてベルギービールを全世界に広めたことは彼の功績である。ベルギービールの騎士（La Chevalerie du Fourquet des Brasseurs）に認証されている。
マイケル・ジャクソン（アメリカの著名ミュージシャン）と同姓同名で自身もよく話のネタにしており、また歌手のマイケルが「ポップの帝王（King of Pop）」と呼ばれたのに対し、「ホップの帝王（King of Hop）」と呼ばれることもある。

## 著作
- 「マイケル・ジャクソンの地ビールの世界—多彩な味わい、ベルギー・ビール」(1995)  ISBN 4-388-35201-2
- 「世界ビール大全」(1996) ISBN 4-381-10232-0
- 「『ザ・スコッチ』バランタイン17年物語」(1996) ISBN 4-484-96292-6
- 「世界のビール案内」(1998) ISBN 4-7949-7613-5
- 「ビア・コンパニオン 日本語版」(1998) ISBN 4-931429-01-7
- 「モルトウィスキー・コンパニオン」(2000) ISBN 4-09-387317-8
- 「スコッチウィスキー、その偉大なる風景」(2002) ISBN 4-09-387359-3
- 「世界の一流ビール500」(2003) ISBN 4-87366-332-6
- 「モルトウィスキー・コンパニオン（全面改訂版）」(2005) ISBN 4-09-387512-X
- 「ウィスキー・エンサイクロペディア」(2007) ISBN 978-4-09-387668-1

### 洋書
- Jackson, Michael; Lucas, Sharon (ed.) (1999).  Michael Jackson's complete guide to Single Malt Scotch (fourth ed.).  Philadelphia, Pennsylvania:  Running Press Book Publishers.  ISBN 0-7624-0731-X
- Jackson, Michael; Lucas, Sharon (ed.) (2000).  Michael Jackson's Great Beer Guide.  DK ADULT.  ISBN 0-7894-5156-5

## 受賞歴など
- ベルギービールの騎士（La Chevalerie du Fourquet des Brasseurs）に認証される[4]
- 1994年、ベルギー政府から称えられ、フィリップ皇太子からメルクリウス勲章を授与される[5]